# Mallobathra obscura
Mallobathra obscura är en fjärilsart som beskrevs av Alfred Philpott 1928. Mallobathra obscura ingår i släktet Mallobathra och familjen säckspinnare. Inga underarter finns listade i Catalogue of Life.